# Largo do Rosário (São Paulo)
O largo do Rosário na Penha de França corresponde a praça que se localiza no entorno da Igreja Rosário dos Homens Pretos da Penha , foi Fundado em 1802 pela Irmandade do Rosário dos Homens Pretos, e o conjunto arquitetônico que corresponde a Igreja e a praça em seu entorno foi tombada em 1982.
Hoje e rodeada por pelo Centro Cultural da Penha, várias loja, escolas e academias e da acesso a Igreja Matriz de Nossa Senhora da Penha de França (São Paulo).